# Władysław Nehring

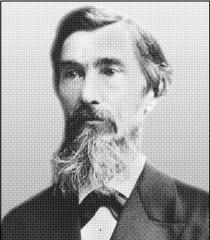

Władysław Nehring, född 23 oktober 1830 i Kletzko, provinsen Posen, död 20 januari 1909 i Breslau, var en polsk språk- och litteraturforskare.
Nehring blev 1868 professor i slavisk filologi i Breslau. Hans doktorsavhandling De rerum polonicarum scriptoribus sæculi XVI (1856) fullföljdes 1860-62 med flera på polska skrivna studier om Reinhold Heidenstein, Joachim Bielski och Jan Dymitr Solikowski. 
Resultat av en 1869 företagen studieresa till Sankt Florians stifts arkiv i Sankt Florian, Oberösterreich blev Iter Florianense, O psałterzu floryańskim w szczegolności o polskim jego dziale (1871; ny fullständig upplaga 1883). År 1887 utgav han Altpolnische Denkmäler. Systematische Übersicht, Würdigung und Texte. En del av hans polska litteraturstudier utkom i bokform 1884 under titeln Studya literackie. Av Nehrings polska språklära utkom sjunde upplagan 1881. Han var flitig medarbetare i Vatroslav Jagićs "Archiv für slavische Philologie" samt i Krakóws vetenskapsakademis publikationer.